# Jardí Botànic de Cap Roig
El Jardí Botànic de Cap Roig està situat al sud de la població de Calella de Palafrugell, a cavall entre els termes municipals de Palafrugell i de Mont-ras, a la comarca del Baix Empordà. Pertany al castell de Cap Roig i és gestionat per la Fundació La Caixa.

## Descripció
Té una ubicació privilegiada arrecerada dels vents del nord (tramuntana) que crea un microclima ideal per al voltant de 800 espècies  que el conformen. Es troba sobre un penya-segat, envoltat de pins pinyers (arbre autòcton de la zona), i té una extensió de 20 hectàrees repartit en terrasses i baixa cap al mar, on hi ha la Cala d’en Massoni. S'hi van construir 8 pous, 3 dipòsits i uns vivers que asseguraven el rec anual de les plantes. A la zona de les palmàcies hi ha una zona de pícnic pels visitants.

### Escultures
Hi ha una dotzena d'escultures de gran format d'autors de reconegut prestigi: Néstor Basterretxea, Miquel Berrocal, Xavier Corberó, Amadeo Gabino, Marcel Martí, Santi Moix, Jorge Oteiza, Jaume Plensa, Riera i Aragó, Paul Suter i Francesc Torres Monsó.

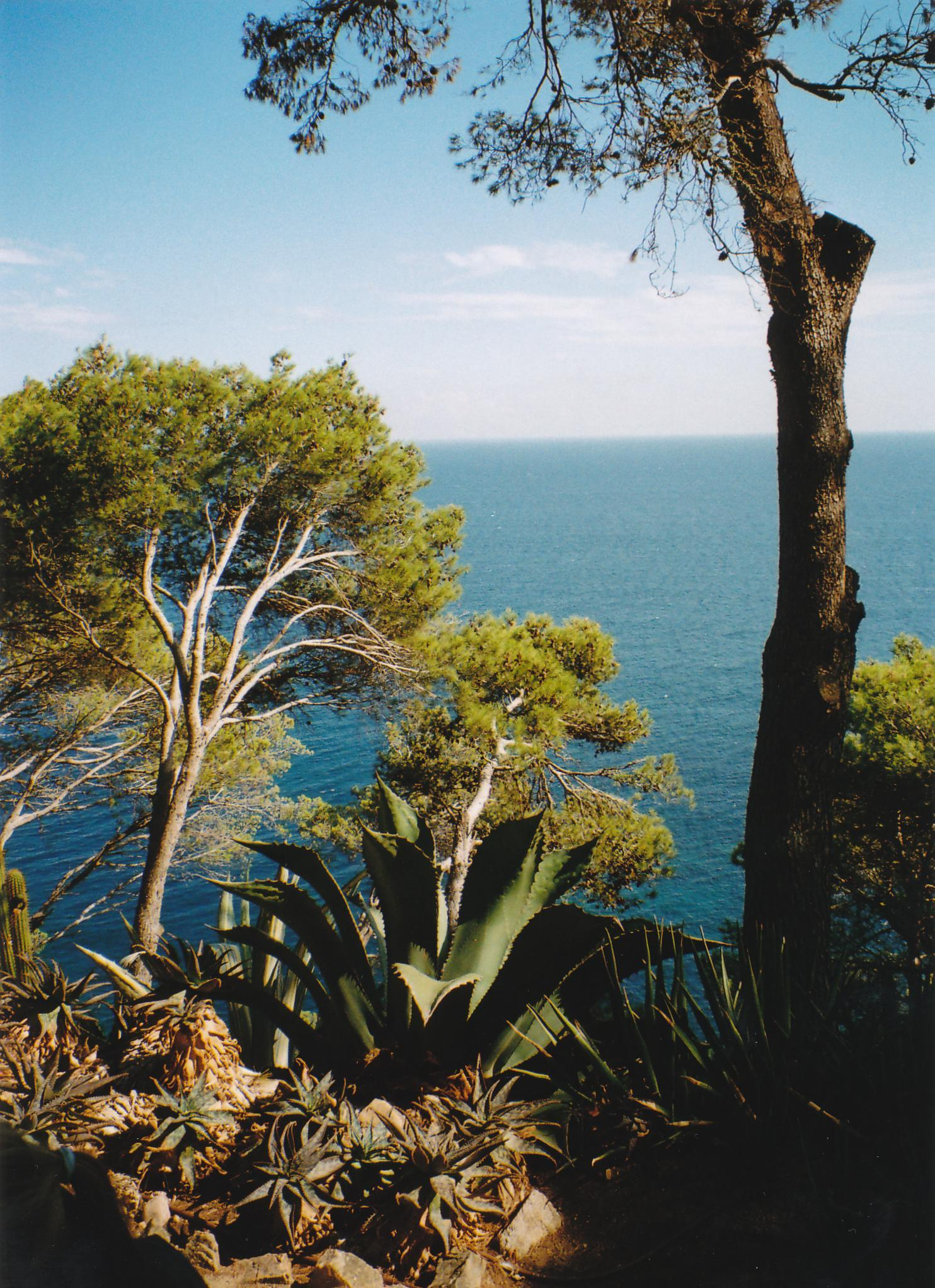
Vistes del Jardí Botànic de Cap Roig

## Activitats
Hi ha visites guiades permanents i de temporada, on s'explica el context històric de la construcció del jardí, la vegetació i curiositats i característiques de les diferents plantes que s'hi troben. També es fan activitats d'observació de la biodiversitat i es descobreixen les curiositats i característiques de les diferents espècies de plantes del clima mediterrani.